# Neverland (groupe)
Pour les articles homonymes, voir Neverland.
Neverland (ネバーランド) est un groupe de rock japonais des années 1980. 

## Histoire
Le groupe est créé en 1981 par le bassiste Hiroyuki Tanaka et le claviériste Shunji Inoe, après la séparation de leur ancien groupe Lazy. Neverland sort dix albums et douze singles sur le label King Records durant les années 1980, interprétant entre autres les génériques japonais des séries anime Psycho Armor Govarian (en) en 1983, et Ulysse 31 en 1986 (Ginga Densetsu Odyssey et Ai. Toki no Kanata ni). Le groupe se sépare en 1990, et Hiroyuki Tanaka et Shunji Inoe forment alors le groupe Airblanca (ja) avec l'ex-chanteur de Lazy Hironobu Kageyama, avant de reformer ensemble Lazy en 1998. Hiroyuki Tanaka meurt en 2006.

## Membres
- Hiroyuki Tanaka : Basse
- Shunji Inoue : Claviers
- Tomoaki Taka : Chant
- Takumi Abe : Guitares
- Masato Wada : Batterie, jusqu'en 1985
- Shigeji Tamura : Batterie, à partir de 1985

## Discographie

### Albums
- 1982/08/21 : Ticket to island
- 1983/04/21 : Message from island
- 1983/07/21 : Welcome to our Neverland
- 1983/12/21 : Landing on island
- 1984/06/21 : Motion
- 1984/12/05 : Exciting mini
- 1985/04/21 : Inside touch
- 1986/10/25 : Jokigen Run Run Run
- 1987/03/25 : NEVERLANDing
- 1990/04/25 : The last night